# ریموند کروز
ریموند کروز (انگلیسی: Raymond Cruz؛ زادهٔ ۹ ژوئیهٔ ۱۹۶۱) یک هنرپیشه اهل ایالات متحده آمریکا است. وی از سال ۱۹۸۷ میلادی تاکنون مشغول فعالیت بوده است.

## گزیده فیلمشناسی
از فیلم‌ها یا برنامه‌های تلویزیونی که وی در آن نقش داشته است می‌توان به آثار زیر اشاره کرد.
- گرملین‌ها ۲: گروه جدید (۱۹۹۰)
- مرگ دوباره (۱۹۹۱)
- در جستجوی عدالت (۱۹۹۱)
- دردسر مردانه (۱۹۹۲)
- تحت محاصره (۱۹۹۲)
- وقتی مهمانی تمام شد (۱۹۹۳)
- خطر آشکار (فیلم) (۱۹۹۴)
- عملیات نجات دامبو (۱۹۹۵)
- صخره (فیلم) (۱۹۹۶)
- خصوصی و شخصی (۱۹۹۶)
- پیکان‌های شکسته (فیلم ۱۹۹۶) (۱۹۹۶)
- بیگانه: رستاخیز (۱۹۹۷)
- آخرین ایستادگی در رودخانه صیبر (۱۹۹۷)
- از گرگ‌ومیش تا سحر ۲: دیه تگزاس (۱۹۹۹)
- روز تعلیم (۲۰۰۱)
- تلفات جانبی (فیلم) (۲۰۰۲)
- خرابی (فیلم ۲۰۰۵) (۲۰۰۵)
- نفرین لیورونا (۲۰۱۹)
- واندر (۲۰۲۰)
- کابوس‌های فردی (۱۹۹۰)
- واکر، رنجر تگزاس (۱۹۹۵)
- پرونده‌های ایکس (۱۹۹۷)
- سی‌اس‌آی: میامی (۲۰۰۳–۲۰۱۱)
- ۲۴ (مجموعه تلویزیونی) (۲۰۰۳)
- سی‌اس‌آی (۲۰۰۳–۲۰۰۸)
- جراحی پلاستیک (مجموعه تلویزیونی) (۲۰۰۳–۲۰۰۶)
- نام من ارل است (۲۰۰۷–۲۰۰۸)
- بریکینگ بد (۲۰۰۸–۲۰۰۹)
- یقه سفید (مجموعه تلویزیونی) (۲۰۱۲)
- بهتره با ساول تماس بگیری (۲۰۱۵–۲۰۱۶)